# Eisbock
Eisbock é uma cerveja  tradicional do distrito Kulmbach da Alemanha, que é feita através do congelando de uma doppelbock e removendo a água congelada para concentrar o sabor e o conteúdo de álcool, que varia entre 9% e 13%, em volume. É uma cerveja clara, com uma cor que varia do cobre profundo de cor marrom escuro, muitas vezes com destaques de rubi. Embora possa ser servida com pouco colarinho, a retenção de espuma é muitas vezes prejudicada pelo alto teor de álcool. O aroma é intenso, sem a presença de lúpulo, mas freqüentemente pode conter notas frutadas, especialmente de passas e ameixas. Sensação na boca é suave, com álcool significativa, embora não deve ser quente. O sabor é rico e doce, muitas vezes com notas tostadas e, às vezes notas de chocolate, sempre equilibrados por uma presença significativa de álcool. 
São exemplos representativos do estilo: Kulmbacher Reichelbräu Eisbock, Eggenberg Urbock Dunkel Eisbock, Capital Eisphyre, Southampton Eisbock.